# Embid de Ariza
Embid de Ariza là một đô thị ở tỉnh Zaragoza, Aragon, Tây Ban Nha. Theo điều tra dân số 2004 của Viện thống kê Tây Ban Nha (INE), đô thị này có dân số là 84 người. Diện tích đô thị này là 41 ki-lô-mét vuông.Đô thị này nằm ở độ cao 675 m trên mực nước biển.